# ハルテ (ニーダーザクセン州)

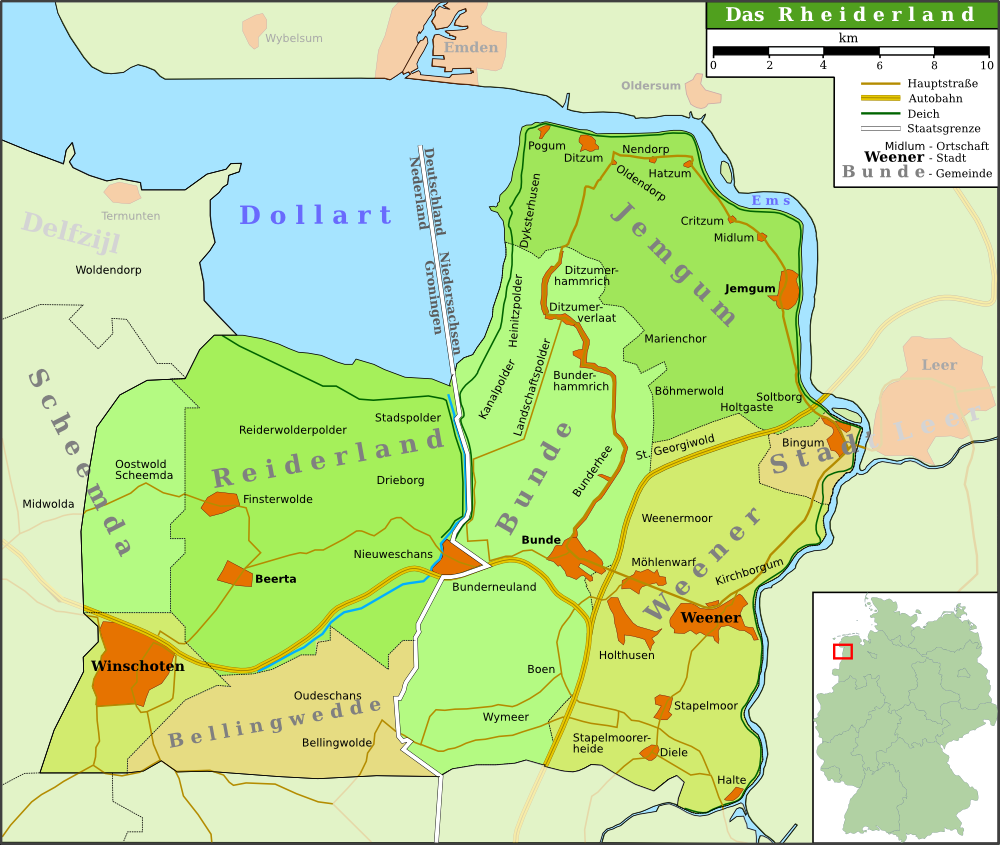
ライダーラントの地図。南東に位置するヴェーナーの南東端、エムス川に面した位置にハルテが描かれている。

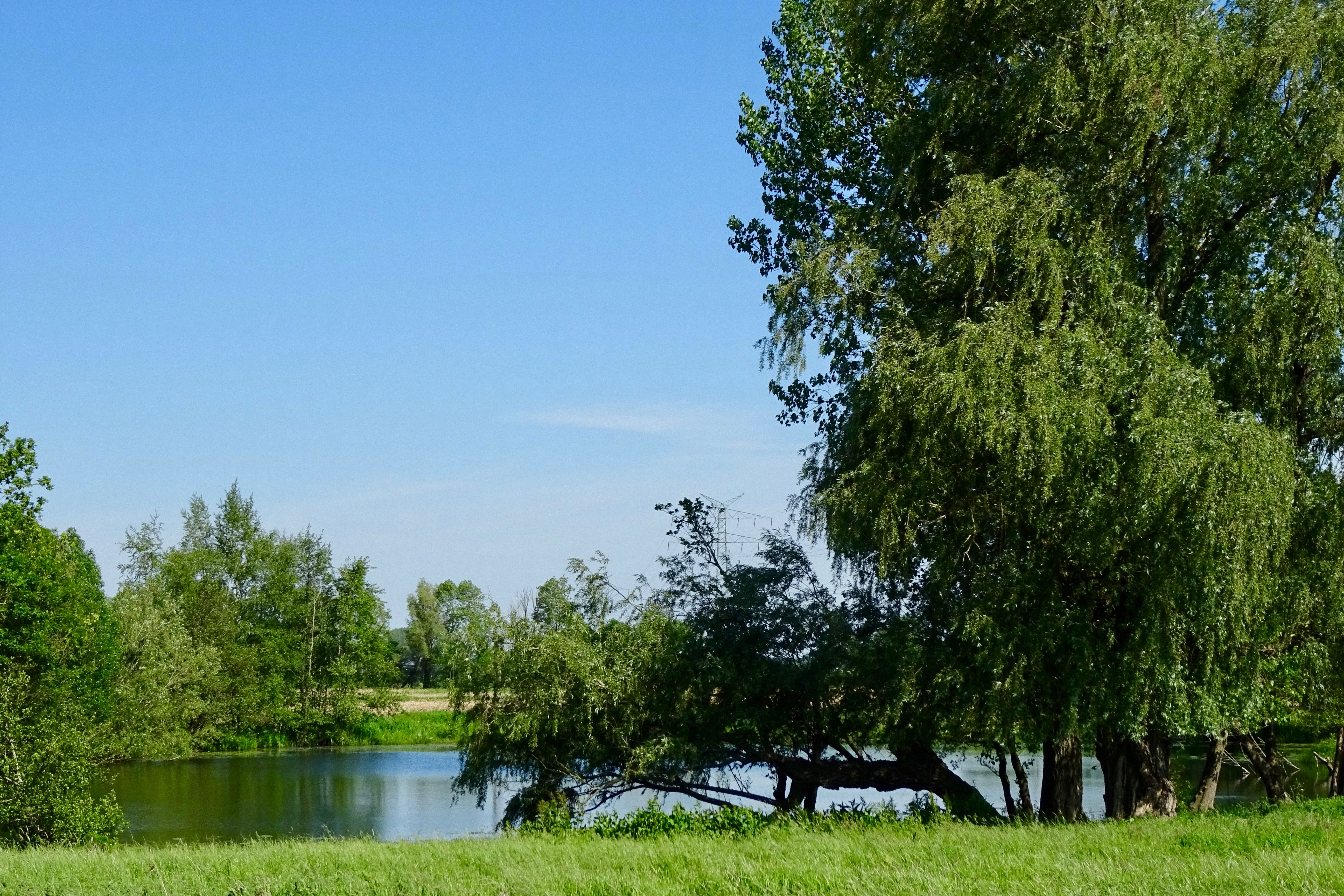
2018年

ハルテ (Halte) は、東フリースラントのライダーラント）にある、ヴェーナーの町 (Kleinstadt) に属する地区のひとつ。2012年12月31日の人口は124人であった。地区の長は、アンドレアス・ジルゼ (Andreas Silze)。
村は、ハルテで酪農場を経営していた聖ヨハネ騎士団に託されていた土地に作られた。1439年、この村はフォルヴェルケ・トー・ハルテレン（vorwerke tho Halteren、「ハルテレン分農場」の意）として、初めて文書で言及された。1589年以降は、ハルトという名前で地図に記載されている。宗教改革後、聖ヨハネ騎士団の所有地は、民間に渡された。こうしてハルテは、付随する諸々の権利とともに貴族の屋敷となった。かつては、ハルテに煉瓦工場があった。1800年頃には、海運によって運ばれた積荷の集積場となった。19世紀には、造船所と製材所が経済を支えた。フランスが東フリースラントを占領した際には、税関がハルテに置かれた。